# Université Jean-Monnet-Saint-Étienne
L’université Jean-Monnet-Saint-Étienne (UJM) est une université française située à Saint-Étienne et Roanne.
Pluridisciplinaire, elle propose quatre grands domaines d'enseignement (Arts, Lettres, Langues ; Sciences humaines et sociales ; Droit, Économie, Gestion ; Sciences, Technologies, Santé), répartis sur 5 campus (Tréfilerie, Manufacture, Métare, Santé Innovations et Roanne).
Elle est l'établissement pilote de l'enseignement supérieur stéphanois qui réunit une dizaine d'établissements sur la Métropole de Saint-Étienne,.
Créée officiellement le 27 mars 1969, c'est en 1989 qu'elle prend le nom d'université Jean Monnet, en l'honneur du père fondateur de la Communauté européenne.
Elle est membre depuis 2007 de la communauté d'universités et établissements Université de Lyon qui regroupe 11 établissements membres et 24 établissements associés de Lyon et Saint-Étienne.
L'université Jean Monnet Saint-Étienne est aussi dotée d'une fondation.

## Histoire
C'est au début des années 1960 que se développe à Saint-Étienne un enseignement supérieur universitaire. Le 27 mars 1969, l'université de Saint-Étienne est officiellement créée.
Depuis l'origine, en phase avec son époque elle met en place enseignements universitaires classiques ce qui lui permet de présenter aujourd'hui la quasi-totalité des disciplines et filières professionnalisées. Le début de la décennie 1990 voit en particulier la création d'une école d'ingénieurs et d'un deuxième IUT, à Roanne (dans les locaux de l'ancienne caserne Werlé sur le campus de Roanne) en plus de celui de Saint-Étienne, ainsi que de nombreux diplômes professionnels de second et troisième cycles. Depuis l'origine également, elle fait porter ses efforts sur la formation permanente et définit, en matière de recherche des créneaux originaux dans le contexte de la région Rhône-Alpes.
En 1989, elle prend le nom de Jean Monnet, l'un des fondateurs de l'Union européenne. Fidèle à ce dernier, elle met en 2003-2004 ses diplômes à l'heure européenne en adoptant le système LMD (licence, master, doctorat).
En 2007, le pôle universitaire de Lyon connaît une première évolution en devenant un pôle de recherche et d'enseignement supérieur (PRES) – sous la forme d’un établissement public de coopération scientifique. Dénommé désormais « Université de Lyon » (UdL), le groupement voit son périmètre modifié et progressivement étendu jusqu'à vingt membres, accueillant des établissements stéphanois et des centres de recherche. Ainsi, aux trois universités déjà présentes s'ajoute l'université Jean-Monnet-Saint-Étienne. L'École normale supérieure de Lyon et l'École normale supérieure Lettres et Sciences humaines ne forment plus qu'une seule entité : l'ENS de Lyon. L'École vétérinaire de Lyon devient VetAgro Sup. L'Institut universitaire de formation des maîtres de l'académie de Lyon devient une composante de l'UCBL. L'Institut national de recherche pédagogique devient IFé – Institut français de l'éducation – et intègre l'ENS de Lyon. Enfin, l'École nationale supérieure des Mines de Saint-Étienne, le CNRS, Sciences Po Lyon, l'École nationale d'ingénieurs de Saint-Étienne, l'École nationale supérieure d'architecture de Saint-Étienne, l'École nationale supérieure d'architecture de Lyon, l'École nationale supérieure des arts et techniques du théâtre et le Conservatoire national supérieur de musique et de danse de Lyon rejoignent l'UdL.
Le 23 juillet 2008, elle fait partie des vingt universités pilotes, choisies par le gouvernement, pour être autonomes. Ainsi, elle gère son budget elle-même depuis le 1er janvier 2009.
Depuis 2017, un projet de fusion de cet établissement avec plusieurs autres basés à Lyon est en cours de discussions. Ce projet provoque de vives tensions à partir de 2019, l'absence de conservation de l'identité stéphanoise étant citée par de nombreuses parties prenantes. Le 23 octobre 2020, le conseil d’administration de l’université stéphanoise se prononce contre la fusion.

### Présidents de l'université
- 1970-1974 : Pierre-Roger Gaussin
- 1974-1979 : François Tomas
- 1979-1982 : Christian Forestier
- 1982-1987 : Claude Longeon
- 1987-1992 : Benoît Lauras
- 1992-1997 : Bernard Etlicher
- 1997-2002 : Maurice Vincent
- 2002-2006 : Robert Fouquet
- 2007-2015 : Khaled Bouabdallah
- À la suite de l'élection de Khaled Bouabdallah à la présidence de la COMUE de l'université de Lyon, Michèle Cottier est nommée administratrice provisoire de l'université Jean-Monnet-Saint-Étienne par la rectrice de l'Académie de Lyon, avant d'être élue présidente de l'université.
- 2015-2021 : Michèle Cottier[9]
- À la suite de la démission de Michèle Cottier, Camille Galap la remplace provisoirement[10].
- 2021- : Florent Pigeon[11]

## Campus
L'Université Jean Monnet est présente sur 5 campus.

### Campus Tréfilerie
Le campus Tréfilerie est consacré aux formations en sciences humaines et sociales Il est composé de 3 sites.
- Site principal : faculté de droit ; faculté de sciences humaines et sociales (SHS) ; Institut d’Administration des Entreprises (IAE) ; Maison de l’Université.
- Le site Denis Papin : faculté arts, lettres, langues (ALL), et la halle des sports.
- Le site « 77 Michelet » : département d’études politiques et territoriales (DEPT), Saint-Étienne School of Economics (SE²), et Sciences Po Lyon campus de Saint-Étienne.

### Campus Santé Innovations
La faculté de médecine ainsi que huit laboratoires / équipes de recherche de l’Université sont présents sur le campus Santé Innovations, avec d’importantes collaborations avec le CHU de Saint-Étienne.
L’Institut PRESAGE, destiné à la prévention en santé, et la plateforme technologique IRMIS, spécialisée dans le domaine sport-santé, se trouvent également sur ce campus.

### Campus Manufacture
Le campus Manufacture héberge une partie de la Faculté des Sciences et Techniques (FST ; 5 départements), l’école d’ingénieurs Télécom Saint-Étienne, l’École Universitaire de Recherche (EUR) Manutech-SLEIGHT, une antenne de l'Institut d'optique Graduate School (IOGS), la plateforme International Rhône-Alpes Media (IRAM), le laboratoire Hubert Curien, les sites stéphanois du laboratoire Ingénierie des Matériaux Polymères (IMP), du Laboratoire de géologie de Lyon : Terre, planètes, environnement (LGL-TPE) et de l'Institut Camille-Jordan,. On trouve également, au sein du bâtiment des Forges, l'incubateur Use'In, un Learning Center, un hôtel à projets, des plateformes technologiques, des locaux du projet interdisciplinaire Arts, Recherche, Territoires, Savoirs (ARTS) et un fablab.

### Campus Métare
Ce campus accueille :
- 2 départements pédagogiques et 2 laboratoires de recherche de la Faculté des Sciences et Techniques (FST).
- l’IUT de Saint-Étienne qui propose 7 BUT, 3 licences professionnelles, 2 DU et 1 DUETI, en formation initiale et en alternance

Ce campus compte plusieurs ruchers à vocation pédagogique, un jardin partagé et un refuge LPO pour oiseaux, insectes et petits mammifères. Une partie du campus est gérée en éco-pâturage.

### Campus de Roanne
Le campus de Roanne propose plusieurs formations (B.U.T., licences et masters).
Doté également d’une bibliothèque, d’une Maison du campus et d'un bistrot U, il a accueilli en 2022, un bâtiment neuf qui héberge salles de cours, un incubateur et le Laboratoire d'analyse des signaux et processus industriels (LASPI).

### Campus Le Corbusier - Firminy
A Firminy, au sein des unités d'habitations de l'architecte Le Corbusier se trouve des cours de Master Patrimoine. Ce campus accueille les cours des semestres 1 et 3 du Master. Il se situe au cœur de l'espace architectural imaginé par Le Corbusier: Firminy Vert

## Domaines d'étude
L'Université Jean Monnet offre aujourd'hui un large éventail de formations avec plus de 300 diplômes (27 Licences, 10 Licences professionnelles, 10 Bachelors Universitaires de Technologie (BUT), 1 Bachelor, 45 masters, 3 diplômes d'Ingénieur, 46 Doctorats, 5 Diplômes d’État d'Infirmier en pratique avancée (DE IPA), 60 spécialités de Doctorat d’État en Médecine ou en Chirurgie, une centaine de diplômes universitaires ou certificats ...) parmi lesquels plus de 70 parcours sont proposés en formation par alternance.
C'est par ailleurs l'université qui offre actuellement, dans l'ancienne région Rhône-Alpes, le choix le plus large de formations.

### UFR Arts, Lettres et Langues
- Directeur de l'UFR : Clara Mortamet[18]
- Licences
  - Arts du spectacle parcours "Art dramatique"[19]
  - Arts plastiques[20]
  - Humanités parcours "Antiquité et Humanités"[21]
  - Langues étrangères appliquées (LEA) (quatre parcours "Anglais-Allemand"[22], "Anglais-Espagnol"[23], "Anglais-Italien"[24], "Anglais-Portugais"[25])
  - Langues, Littératures et Civilisations étrangères (Deux parcours "Anglais"[26], "Espagnol"[27])
  - Lettres (parcours "Lettres et Arts"[28] ou parcours "Lettres modernes"[29])
  - Musicologie parcours "Musique et musicologie"[30]

- Licence professionnelle :
  - Techniques du son et de l'image parcours "Son, Image et communication"[31]

- Masters
  - Art plastiques, sciences de l'art, design
  - Cultures et littératures antiques, classiques, modernes et comparées
  - Français langue étrangère et didactique des langues et cultures
  - Littératures et civilisations étrangères (allemande, italienne, anglo-saxonnes, hispaniques)
  - Musique et musicologie
  - Relations commerciales internationales (RCI)
  - Maîtrise de la langue et politiques d’intégration
  - Métiers de la Rédaction et de la Traduction (MRT)
  - Métiers des Institutions Culturelles

### UFR sciences humaines et sociales
Cette Unité de Formation et de Recherche (UFR) est actuellement dirigée par Michel Rautenberg, Professeur des Universités en Sociologie. L'UFR est composée de cinq départements de formation, le département de Géographie, celui d'Histoire, de Sciences de l'éducation, Sociologie, et enfin le département Patrimoine et paysages culturels qui commence au niveau Master.

#### Formations
- Licences :
  - Géographie et aménagement[37]
  - Histoire[38]
  - Sciences de l'éducation[39]
  - Sociologie[40]
- Licence professionnelle :
  - Intervention sociale[41]
- Masters :
  - Enquête parcours "Formes et outils de l'enquête en Sciences sociales"[42]
  - Géomatique, Géographies Numériques[43]
  - Gestion de l'environnement[44]
  - Histoire parcours "métiers de l'historien"[45]
  - Histoire, civilisation, patrimoine[46]
  - Intervention et développement social[47]
  - Sciences de l'éducation[48]
  - Ville et environnements urbains parcours "Espaces publics, Ambiances" (EPAM)[49]
  - MEEF Premier degré parcours "Professeur des écoles"[50]
  - MEEF Second degré parcours "Histoire et Géographie"[51]

#### Départements de la faculté

##### Département de géographie
Le département est dirigé par Thierry Joliveau, professeur de géographie et géomatique. Le département regroupe sept enseignants-chercheurs, principalement membres de l'équipe ISTHME du laboratoire Environnement, ville et société (EVS). Le département gère trois formations de qualité en géographie, à commencer par la Licence Géographie et Aménagement qui s'attache à donner les bases du savoir-faire théorique (milieux naturels, organisation de l'espace, etc.) et du savoir-faire pratique des géographes. Au-delà, nous retrouvons deux masters et bien sûr le doctorat. Le département a donc la charge de deux parcours de master. Le premier est le Master Géomatique parcours "Géographies numériques". Le second master s'intitule Gestion de l'environnement parcours "PGAE (Prévention et Gestion des Altérations Environnementales)".

##### Département d'histoire
Le département d'Histoire de l'université Jean Monnet Saint-Étienne allie à la fois la formation et la recherche en histoire. Ce département est actuellement dirigé par Philippe Rodriguez, maître de conférences en Histoire grecque. Il regroupe douze enseignants-chercheurs. Une étude de l'Histoire sous tous ses aspects y est proposé, de l'Antiquité, à l'histoire contemporaine, en passant par la géopolitique et l'étude des mondes extra-européens. Le département offre un choix de formations pluriel en commençant par la Licence. Cette Licence permet de s'ouvrir vers deux principaux masters, le Master Histoire parcours "Métiers de l'Historien" et le master MEEF. À noter que l'Université de Saint-Étienne dispose d'un master patrimoine reconnu par les professionnels et les universitaires français et étrangers. Ce master Histoire, civilisation et patrimoine attire chaque année bon nombre d'étudiants d'Histoire.
Au niveau de la recherche, le département accueille le CERCOR, Centre européen de recherche sur les congrégations et les ordres religieux. Il s'agit d'un centre de recherche extrêmement réputé dans son domaine d'analyse, l'histoire monastique et religieuse. Son directeur est actuellement Thierry Pécout, Professeur des Universités en Histoire médiévale. Le centre de recherche a pour directeur adjoint, Sylvain Excoffon, maître de conférences en Histoire médiévale. Depuis 2007, le CERCOR est une composante du Laboratoire d'études sur les monothéismes (LEM), UMR CNRS 8584.
En outre, les enseignants-chercheurs qui n'appartiennent pas au CERCOR sont membres de l'un des trois autres centres ou laboratoires de recherche suivants, HISOMA-Jean Palerne, EVS-ISTHME et TRIANGLE

##### Département patrimoine et paysages culturels
En tant qu'université à dimension européenne, comme peut le laisser deviner son nom, l'université Jean Monnet Saint-Étienne a créé une plateforme spécifique de formation et de recherche autour des paysages culturels et du patrimoine. Un pôle international autour du patrimoine et des paysages culturels est donc coordonné par l'Université et le département.
Ce département de formation et de recherche a un but précis, former les meilleurs experts du patrimoine. Il s'agit du seul département de formation de l'UFR Sciences Humaines et Sociales accessible uniquement aux personnes titulaires d'une Licence. Jusqu'en 2017, Jacqueline Bayon, professeur des Universités en Histoire Moderne en est la directrice. Depuis septembre 2017, Robert Belot, professeur des universités en Histoire contemporaine, a pris la direction du département. Le département regroupe sept enseignants titulaires appartenant pour six d'entre eux au centre de recherche ISTHME (Image, Société, Territoire, Homme, Mémoire, Environnement). L'un des enseignants est membre du CERCOR. Deux masters sont proposés au sein du département Patrimoine et Paysages culturels. Le premier Master est le Master Histoire, Civilisation et Patrimoine. Ce Master est entièrement géré par l'Université Jean-Monnet et regroupe quatre parcours stéphanois [parcours "METIS", parcours "MACLAND", le parcours "Patrimoines et numériques" (PATRINUM) et le parcours "Patrimoine, Langues et interculturalité" (PATRILANG)] et un parcours lyonnais (parcours CEI). Puis, nous avons le Master Erasmus Mundus JMD DYCLAM.
Le département dispose d'un campus propre, situé sur l'œuvre architecturale du Corbusier à Firminy s'appelant Firminy-Vert.

##### Département de sciences de l'éducation
Dirigé par Jean-Yves Seguy, le département accueille six universitaires et l'équipe de recherche Éducation, Cultures, Politiques. Les étudiants peuvent se former aux sciences de l'éducation à travers la Licence Sciences de l'éducation et ses deux parcours aux choix, "Éducation-Enseignement" ou "Éducation, Santé, Prévention". Une poursuite d'étude en Master est possible, soit en recherche avec le Master Sciences de l'éducation (parcours "Conception et réalisation de dispositifs et de projets" ou parcours "Expertise et recherche en éducation"), soit dans le monde professionnel avec le Master Premier degré parcours "Professeur des écoles".

##### Département de sociologie
Ouvert en 2005, le département de sociologie offre une large palette de filières. Le département regroupe ainsi deux licences, l'une générale intitulée licence de sociologie, et l'autre professionnelle dont le nom est le suivant "Intervention Sociale : accompagnement social Parcours Coordinateur(trice) de projets de développement d'économie sociale et solidaire". Une poursuite d'études est possible dans deux Masters spécifiques au département. Le Master Sociologie parcours "Formes et outils de l'enquête en sciences sociales (FOULE)" dont l'objectif principal est l'acquisition des savoirs et savoir-faire propres au métier de sociologue ; et le Master Intervention et Développement social parcours "Politiques sociales et développement territorial (PSDT)".
En outre, le Centre Max Weber regroupe des enseignants-chercheurs du département.

### UFR Droit
- Doyen de la Faculté : Baptiste Bonnet[72]
- Capacité: 
  - Droit
- Licences: 
  - Administration publique
  - Droit parcours Droit, Économie, Gestion
  - Droit parcours Droit, Société, Langues[73] - Collège de Droit
- Licences Professionnelles :
  - Métiers du Notariat - Matthieu Combet
  - Métiers des Administrations et des Collectivités Territoriales - Maryline Grange et Chloé Pros-Phalippon
  - Assistant Juridique - Romuald Pierre
- Masters :
  - Droit privé et sciences criminelles.
    - Master Droit des affaires : 
      - Droit des affaires appliqué au monde de la santé (alternance possible)
      - Droit et entreprises (alternance possible)

    - Master Droit et Justice
    - Master Droit des contrats

  - Droit public 
    - Master Droit public fondamental
    - Master Droit et administration
    - Master Droit des contrats publics

  - Magistère: Hautes carrières juridiques - Etienne Cornut, Kelly Picard

### École d'Économie - Saint-Etienne School of Economics (SE²)
- Licence Economie :
  - Parcours standard
  - Parcours International sélectif
- Diplôme universitaire :
  - Diplôme d'Etablissement Science Politique
  - Diplôme Universitaire Intelligence Economique et Gestion de l'Innovation
  - Diplôme Universitaire Introduction to Political Engineering
- Masters :
  - Territoires et Transitions
  - Data Science & Management de l'Innovation
  - Political Engineering

### IAE de Saint-Étienne
- Doyen de la faculté : Cécile Romeyer
- Licences :
  - Administration économique et sociale
  - Licence de l'IAE de Saint Etienne
- DUT :
  - Gestion administrative et commerciale
  - Gestion des entreprises et administration
  - Technique de commercialisation
- Licences professionnelles :
  - Commerces
  - Gestion des ressources humaines
  - Management des organisations
- Master :Économie et gestion 
  - Économie et gestion
  - Comptabilité Contrôle Audit
  - Master Professionnel intelligence économique et gestion de l'innovation

### Domaine biologie, sport et santé
- Doyen de la faculté : Philippe Berthelot[74]
- Licences :
  - Biologie des organismes
  - STAPS
- Masters :
  - Biophotonique de la cellule et des systèmes intégrés
  - Écologie et éthologie[75].
  - Exercice sport, santé handicap
- Études médicales

### Domaine sciences et technologies
- Doyen de la Faculté Science et Technologie : Marylin Beauchaud
- Directeur de Telecom Saint-Étienne (ancien ISTASE) : Christophe Gravier
- Licences :
  - Biologie générale et sciences de la terre
  - Chimie
  - Géosciences et environnement
  - Informatique
  - Matériaux polymères
  - Mathématiques
  - Physique-Chimie
  - Physique et applications
- DUT :
  - Génie biologique
  - Génie Électrique et informatique industrielle
  - Génie industriel et maintenance
  - Génie mécanique et productique
  - Mesures physiques
  - Qualité, logistiques industrielle et organisation
  - Réseaux et télécommunications
- Licences professionnelles
  - Activités et techniques de la communication
  - Automatique et informatique industrielle
  - Protection de l’environnement
  - Matériaux de construction
  - Mécanique
  - Production industrielle
  - Système informatiques et logiciels
  - Transformation industrielles
- Diplômes d’ingénieur :
  - Électronique et optique
  - Imagerie numérique et vision
  - Optique et vision industrielle
  - Télécommunications et réseaux
- Masters :
  - Informatique
  - Mathématiques
  - Matériaux polymères
  - Ingénierie des matériaux et procédés
  - Optique, image, vision
  - Sciences de la terre

## Formation et recherche

### Relations internationales
L'université est partenaire du laboratoire international associé SALADYN créé en 2013.
L’université Jean Monnet participe depuis de nombreuses années à des programmes européens (10 masters Erasmus Mundus entre 2008 et 2020 qui ont impliqué 16 autres établissements).
Elle a fait son entrée fin 2022 dans l'université européenne Transform4Europe.
Elle développe la création de graduate schools internationales, les bourses d'attractivité, l’invitation de chercheurs étrangers, la mobilité de ses personnels, et des programmes courts de type "Winter ou "Summer" schools.
Ses collaborations sont particulièrement actives avec les zones Europe, continent Nord Américain, Canada, Brésil, Japon, région Indo-Pacifique.

### Recherche
L'université Jean-Monnet est pluridisciplinaire et ses activités de recherche se développent dans cinq domaines :
- Arts, Lettres, Langues ;
- Droit, Économie, Gestion ;
- Médecine ;
- Sciences et techniques ;
- Sciences humaines et sociales.

Elle compte 24 laboratoires de recherche dont 17 Unités mixtes de recherche avec le CNRS et/ou l’INSERM, et elle est membre de 11 fédérations de recherche. L’Université compte aussi, en 2022, 435 enseignants-chercheurs et chercheurs et 370 doctorants.
L'université est accréditée pour 6 écoles doctorales. L'école doctorale Sciences, Ingénierie, Santé est la seule école doctorale uniquement stéphanoise, les 5 autres sont partagées avec des universités présentes à Lyon. Désormais, le doctorat est délivré par l'Université de Lyon, sans que l'on tienne compte du lieu originel de préparation. Ainsi, que l'étudiant soit à en préparation doctorale à Lyon 2, Lyon 3 ou l'Université Jean-Monnet, il sera diplômé de la COMUE.
Du reste, l'Université délivre aussi des habilitations à diriger des recherches (HDR).

## Vie étudiante

### Évolution démographique
Évolution démographique de la population universitaire
| 2000   | 2001   | 2002   | 2003   | 2004   | 2005   | 2006   | 2007   | 2008   | 2009   |
| ------ | ------ | ------ | ------ | ------ | ------ | ------ | ------ | ------ | ------ |
| 13 159 | 12 800 | 12 720 | 13 225 | 13 870 | 14 003 | 14 062 | 13 241 | 13 489 | 14 184 |

| 2010   | 2011   | 2013   | 2014   | 2015   | 2016   | 2017   | 2018   | 2019   | 2020   |
| ------ | ------ | ------ | ------ | ------ | ------ | ------ | ------ | ------ | ------ |
| 15 494 | 16 076 | 17 000 | 18 000 | 19 000 | 20 000 | 20 000 | 20 280 | 20 411 | 19 950 |

| 2021   | - | - | - | - | - | - | - | - | - |
| ------ | - | - | - | - | - | - | - | - | - |
| 20 179 | - | - | - | - | - | - | - | - | - |

### Vie associative
L’Université Jean Monnet compte 60 associations étudiantes, thématiques ou liées à des filières, qui participent à la vie étudiante et proposent des services aux étudiants de l’Université.

## Identité visuelle

Blason originel de l'université de 1969 à 1986.
Premier logo de l'UJM (1986-1989)
Deuxième logo de l'UJM (1989-2003)
Logotype de l'université de 2003 à 2015
Logotype de 2015 à 2016[97].
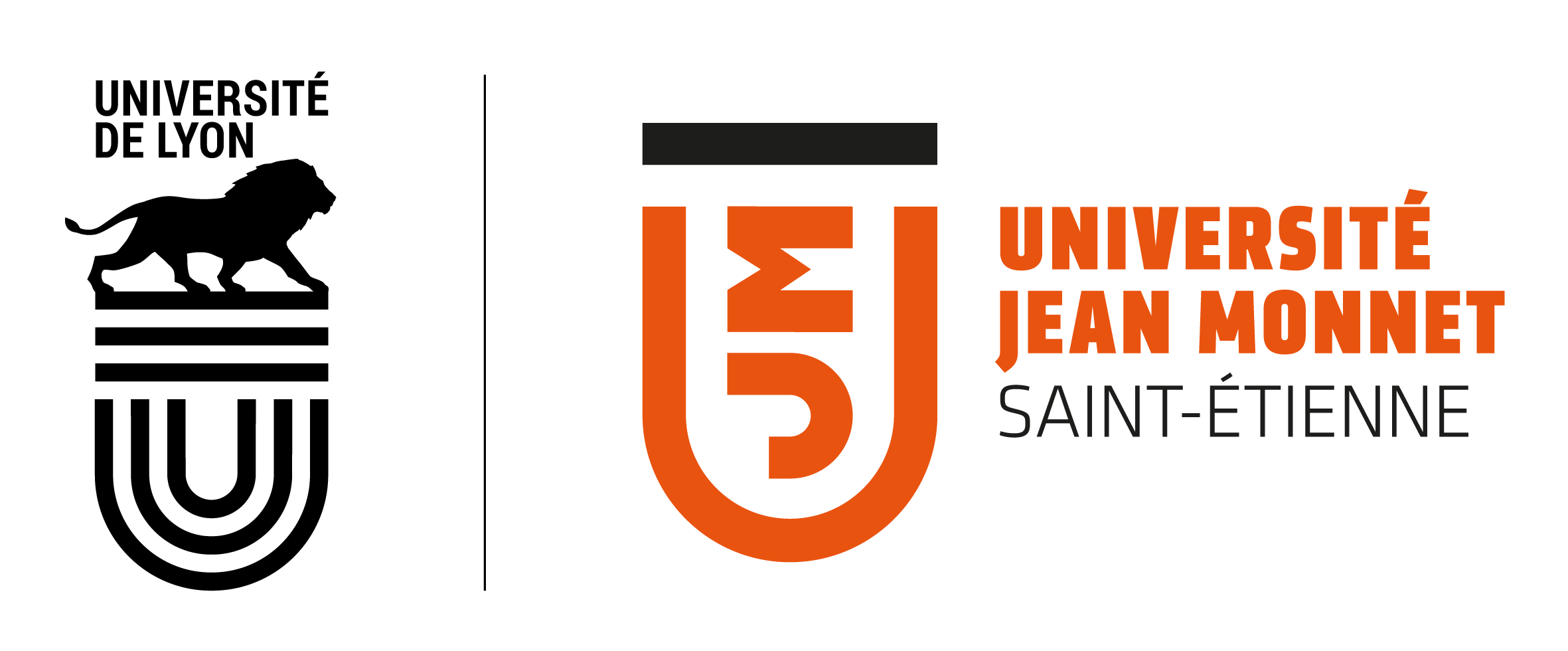
Logotype de 2017 jusqu'à 2023
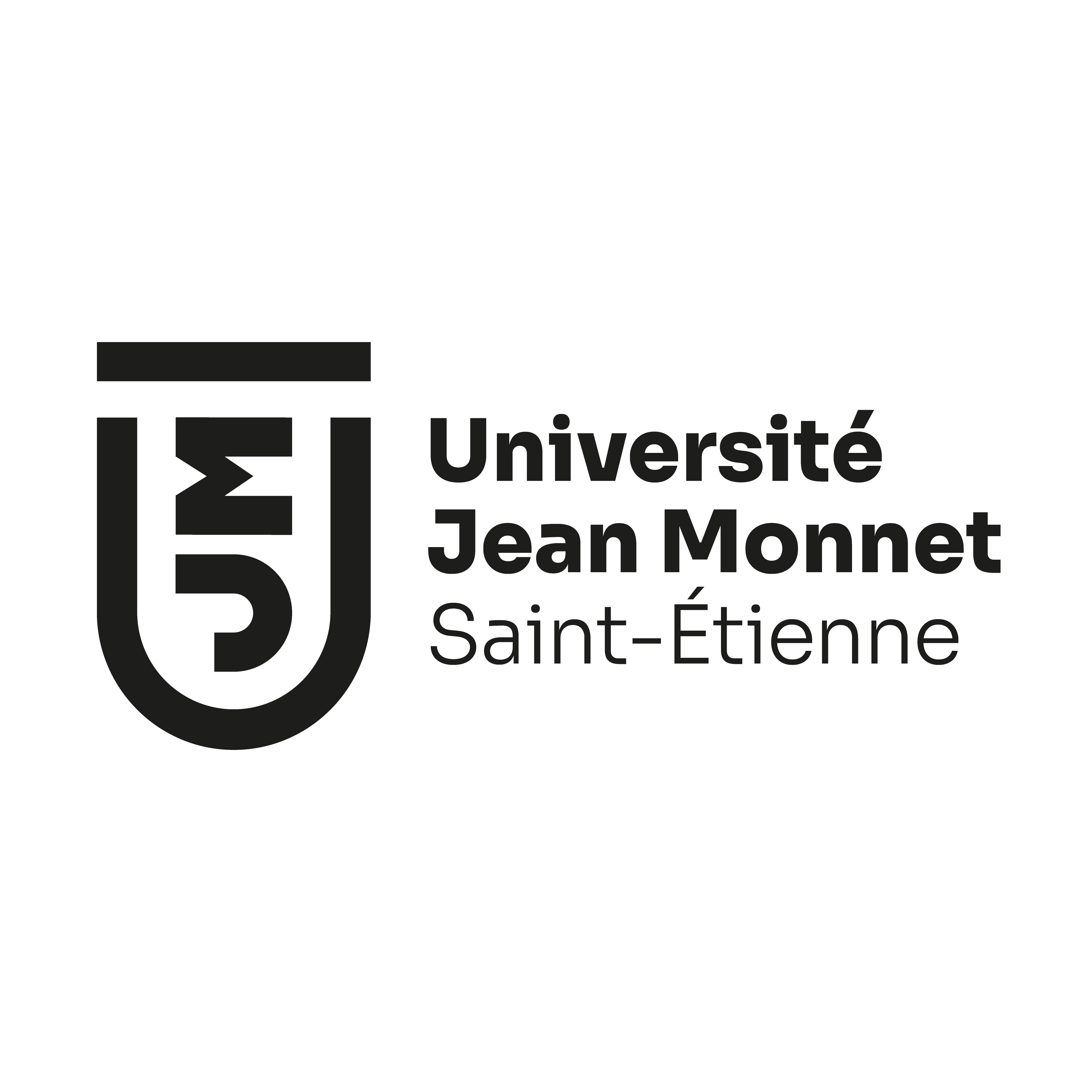
Logo de l'Université Jean Monnet depuis mai 2023

## Personnalités liées à l'établissement
- Khaled Bouabdallah, économiste, président de l'université de Lyon, membre du conseil d'administration de la Conférence des présidents d'université
- Michel Debout, psychiatre, professeur de médecine légale auteur de nombreux ouvrages
- Pascale Deumier, juriste, professeure des universités, membre du Comité de rédaction des Cahiers du Conseil constitutionnel
- Christian Forestier, recteur d'académie, directeur général des enseignements supérieurs, directeur du cabinet de Jack Lang, administrateur général du Cnam
- Anissa Kate, actrice et réalisatrice de films pornographiques[99]
- Gérald Kierzek, médecin chroniqueur
- Thierry Pécout, professeur des universités en histoire du Moyen Âge, directeur du CERCOR[100].
- Patrice Queneau, de l'Académie nationale de médecine, doyen honoraire de la faculté de médecine de Saint-Étienne
- Jacques Soubeyroux, professeur émérite d’espagnol
- Maurice Vincent, homme politique, professeur des universités, sénateur de la Loire, maire de Saint-Étienne

### Docteurs honoris causa
- Rainer Gruenter, professeur-docteur, recteur-fondateur de l'université de Wuppertal (Allemagne)[101]
- Adnan Bounni, directeur des fouilles et des études archéologiques à la direction des antiquités et des musées de la République arabe syrienne[102]
- Claude Renard, professeur à l'université de Liège, membre de l'Académie royale de Belgique
- Mohamed Tolba Oueda, président de l'université de Zagazig[101]
- Eugène Bleck, professeur d'orthopédie pédiatrique à l'Université de Stanford (USA)[101]
- Donald Patterson, professeur de chimie à l'Université Mac Gill (Canada)[101]
- Enrique Baron Crespo, professeur d'économie à l'université complutense de Madrid (Espagne), ancien président du Parlement européen [101]
- René Simard, Recteur de l'Université de Montréal (Canada)[101]
- Ismaïl Kadaré, écrivain[101]
- Abdou Diouf, Ancien président de la république du Sénégal, secrétaire général de l'Organisation internationale de la francophonie[103]
- Francis H. Glorieux, professeur de chirurgie, de pédiatrie et de génétique humaine à l'Université McGill (Canada)[101]
- Luc Noppen, professeur à l'Université du Québec (Canada), spécialiste internationalement reconnu de l'histoire de l'architecture et du patrimoine[101]

- Jonathan Israel, professeur d'histoire moderne de l'Europe à la School of Historical Studies de l'Institute for Advanced Study à Princeton (USA) et spécialiste de l'histoire des Pays-Bas[101]
- Suzanne Yvette O'Reilly , professeure de géologie et directrice du ARC Centre of Excellence for Core to Crust Fluid Systems, à l'université de Macquarie, université de Sydney (Australie)[101]

- Jean-Michel Gaspoz, professeur ordinaire à la faculté de médecine de l’université de Genève (Suisse), médecin-chef du service de médecine de premier recours, chef du département hospitalier de médecine communautaire, de premier recours et des urgences, et directeur du département académique de santé et médecine communautaires[101]
- Jacques-François Thisse, professeur d'économie, président du Center for operations research and econometrics (CORE), centre de recherche interdisciplinaire affilié à l’université catholique de Louvain (Belgique)[101]

- Joao Sette Whitaker Ferreira, professeur à la faculté d’architecture et urbanisme de l'université de São Paulo (Brésil)[104].

- Frans De Waal, professeur de biologie à l’université d’Emory (États-Unis) et à l'université d'Utrecht (Pays-Bas) ; élu à la National Academy of Sciences (USA), à l'American Academy of Arts and Sciences et à la Royal Dutch Academy of Sciences[105]
- Larry Norman, professeur en Langues et littératures romane à l'université de Chicaco (USA), spécialiste dans le domaine de l’histoire du théâtre, de la littérature et de l’histoire des idées des 17e et 18e siècle en France[106]
- Brenda Hale, présidente honoraire de la Cour suprême du Royaume-Uni et membre de la Chambre des lords, spécialiste du droit de la famille[107]